# Coupe d'Angleterre de football 1981-1982
Navigation
Coupe d'Angleterre 1980-1981 Coupe d'Angleterre 1982-1983
La Coupe d'Angleterre de football 1981-1982 est la 101e édition de la Coupe d'Angleterre de football. Le club de Tottenham Hotspur remporte sa septième Coupe d'Angleterre de football au détriment de Queens Park Rangers sur le score de 1-0 au cours d'une finale rejouée après un premier match nul 1-1 dans l'enceinte du stade de Wembley à Londres.

## Quarts de finale
Les matchs sont joués le 6 mars 1982.
| Équipe 1             | Résultat | Équipe 2          |
| -------------------- | -------- | ----------------- |
| Leicester City       | 5 - 2    | Shrewsbury Town   |
| West Bromwich Albion | 2 - 0    | Coventry City     |
| Queens Park Rangers  | 1 - 0    | Crystal Palace    |
| Chelsea FC           | 2 - 3    | Tottenham Hotspur |

## Demi-finales
Les demi-finales se jouent le 3 avril 1982. 
| Équipe 1            | Résultat | Équipe 2             |
| ------------------- | -------- | -------------------- |
| Tottenham Hotspur   | 2 - 0    | Leicester City       |
| Queens Park Rangers | 1 - 0    | West Bromwich Albion |

## Finale
Lors de la finale les deux équipes marquent pendant la prolongation, avec un score de 1-1 la finale doit être rejouée.
| Finale de la Coupe d'Angleterre 1982 | Tottenham Hotspur | 1 – 1   | Queens Park Rangers | Wembley Stadium, Londres                   |                                            |
| 22 mai 1982                          |                   | (0 – 0) |                     | Spectateurs : 100 000 Arbitrage : C. White | Spectateurs : 100 000 Arbitrage : C. White |

La finale est rejouée le 27 mai 1982.
| Finale de la Coupe d'Angleterre 1982 | Tottenham Hotspur | 1 – 0   | Queens Park Rangers | Wembley Stadium, Londres                  |                                           |
| 27 mai 1982                          |                   | (1 – 0) |                     | Spectateurs : 90 000 Arbitrage : C. White | Spectateurs : 90 000 Arbitrage : C. White |

Glenn Hoddle marque les buts de Tottenham dans les deux matchs, et permet au club de conserver son titre.